# Konfirmacija
Konfirmacija je v Evangeličanski Cerkvi svečan obred, pri katerem so mladi fantje in dekleta (13 do 14 let) sprejeti med odrasle vernike. Pri tem obredu pokažejo svoje poznavanje verskega nauka Evangeličanske Cerkve in prvič uživajo Sveto večerjo.
Udeleženci konfirmacije se imenujejo konfirmandi.